# پژوهشگاه میراث فرهنگی و گردشگری
پژوهشگاه میراث فرهنگی و گردشگری به منظور پاسخگویی به بخشی از نیازهای پژوهشی کشور در زمینه میراث فرهنگی و گردشگری کشور در سال ۱۳۸۳ به استناد مجوز شورای گسترش آموزش عالی وزارت علوم، تحقیقات و فناوری تأسیس شد و هم‌اکنون زیر نظر وزارت میراث فرهنگی، گردشگری و صنایع دستی فعالیت می‌کند.

## تاریخچه
تأسیس پژوهشگاه از تبعات مهم دوران ریاست هفت‌سالهٔ (۱۳۸۲–۱۳۷۶) سید محمد بهشتی شیرازی در سازمان میراث فرهنگی، صنایع دستی و گردشگری بود.

### انتقال پژوهشگاه به شیراز
در تابستان سال ۱۳۸۹ دولت دهم تصمیم گرفت تا طرح انتقال پایتخت و کاستن از جمعیت شهر تهران را اجرایی کند، که در نخستین اقدام، از میان تمام دستگاه‌های موجود، حمید بقایی رئیس وقت سازمان، معاونت صنایع دستی را به اصفهان، پژوهشکده باستان‌شناسی به شهر مرودشت و پژوهشگاه و معاونت میراث فرهنگی را به شیراز منتقل کرد که به عقیدهٔ برخی کارشناسان تصمیمی نادرست بوده و بر اثر آن دست کم ۳۰۰ میلیارد ریال به پژوهشگاه میراث فرهنگی خسارت وارد شد و بخشی از اسناد و مدارک نیز از بین رفت.

### بازگشت پژوهشگاه به تهران
در زمان دولت یازدهم جلیل گلشن رئیس وقت پژوهشگاه اعلام کرد: «انتقال اسناد از ۲ ماه قبل و با کتابهای مرکز اسناد و مدارک میراث فرهنگی و شبانگاه ۲۲ مهر ۹۲ با انتقال اسناد تاریخی باستانشناسی کشور به ساختمان مرکزی سازمان میراث فرهنگی، صنایع دستی و گردشگری در خیابان آزادی به پایان رسید.

## پژوهشکده‌ها و گروه‌ها

### پژوهشکده‌ها
- پژوهشکده باستان‌شناسی
- پژوهشکده ابنیه و بافت‌های تاریخی
- پژوهشکده حفاظت و مرمت
- پژوهشکده زبان‌شناسی، کتیبه‌ها و متون
- پژوهشکده مردم‌شناسی

### گروه‌ها
- هنرهای سنتی
- گردشگری
- میراث طبیعی